# Qiu Guohong
Qiu Guohong (chiń. 邱国洪; ur. w grudniu 1957), chiński dyplomata i urzędnik.
Urodził się w Szanghaju. Od 1981 do 1983 pracował w Departamencie Spraw Azjatyckich MSZ. W latach 1983–1987 był zatrudniony w ambasadzie w Japonii (attaché, trzeci sekretarz). Następnie przeniesiono go do Departamentu Spraw Azjatyckich. Pracował w nim do 1991 (zajmował stanowiska trzeciego i drugiego sekretarza tej jednostki), kiedy to został drugim sekretarzem w chińskim przedstawicielstwie w Tokio (później przeniesiono go na stanowisko pierwszego sekretarza). W latach 1995–1998 pełnił różne funkcje w swoim macierzystym departamencie (między innymi zastępca dyrektora i dyrektor). Od 1998 do 2006 pracował w chińskich placówkach dyplomatycznych w Japonii. Po raz kolejny oddelegowany do Departamentu Spraw Azjatyckich, do 2008 zastępował dyrektora generalnego owej struktury.
Od 2008 jest ambasadorem ChRL w Nepalu.